# Demangharjo
Demangharjo is een bestuurslaag in het regentschap Tegal van de provincie Midden-Java, Indonesië. Demangharjo telt 8226 inwoners (volkstelling 2010).